# Baronía de Algerri
La Baronía de Algerri es un título nobiliario español creado por el rey y emperador Carlos I de España y V de Alemania, el 29 de septiembre de 1541, a favor de Juan de Camallonga (Puigcerdà,? - †después de 1568), Señor de los Castillos de Algerri y Boix, Secretario del Rey. 
La denominación del título hace referencia al Castillo de Algerri, en la entonces veguería de Balaguer, hoy municipio de Algerri (Lérida).
El título pasó a finales del siglo XVI a los abades de Poblet, que lo mantuvieron hasta la desamortización del siglo XIX.
La rehabilitación fue solicitada en 1931 por Carlos de Camps y de Olzinelles, pero la solicitud quedó pendiente de resolución por el advenimiento de la Segunda República Española ese mismo año.
La rehabilitación fue nuevamente solicitada, y esta vez sí concedida, en 1949, a favor de Jorge de Camps y Casanova, «nuevo y segundo barón de Algerri».
Su actual titular, desde 2011, es Jorge de Camps y Galobart, IV barón de Algerri y V marqués de Camps.

## Barones de Algerri
|                                                                            | Titular                                                                    | Periodo                                                                    |
| Creación en 1541 por el rey y emperador Carlos I de España y V de Alemania | Creación en 1541 por el rey y emperador Carlos I de España y V de Alemania | Creación en 1541 por el rey y emperador Carlos I de España y V de Alemania |
| -------------------------------------------------------------------------- | -------------------------------------------------------------------------- | -------------------------------------------------------------------------- |
| I                                                                          | Juan de Camallonga                                                         | 1541-1554                                                                  |
| Rehabilitación en 1949 por el Jefe del Estado Francisco Franco             |                                                                            |                                                                            |
| II                                                                         | Jorge de Camps y Casanova                                                  | 1949-1955                                                                  |
| III                                                                        | Felipe de Camps y de Subirats                                              | 1955-2010                                                                  |
| IV                                                                         | Jorge de Camps y Galobart                                                  | 2011-actualidad                                                            |

## Historia de los barones de Algerri
- Juan de Camallonga (Mallorca,? - †1554), I barón de Algerri, Señor de los Castillos de Algerri y Boix, Secretario del Rey.

El Título pasó a finales del siglo XVI a los abades de Poblet, que lo mantuvieron hasta la desamortización, siglo XIX.
Rehabilitado en 1949, por el Jefe del Estado Francisco Franco, a favor del  «nuevo y segundo barón de Algerri»:
- Jorge de Camps y Casanova (Salt, 1898 - ?, 1955), II barón de Algerri, III marqués de Camps, Caballero de Honor y Devoción de la S.O.M. de Malta, Maestrante de Ronda, Caballero de Real Cuerpo de la Nobleza de Cataluña. Doctor en Ciencias.

1. Casó en 1926 con Águeda de Subirats y Rovira.

Le sucedió su hijo:
- Felipe de Camps y de Subirats (1928 - 2010), III barón de Algerri, IV marqués de Camps.

1. Casó en 1953 con María Eugenia Galobart y de Satrústegi.

Le sucedió su hijo:
- Jorge de Camps y Galobart (n.1954), IV barón de Algerri, V marqués de Camps.

1. Casó en 1980 con Elena Vicens y Benedicto.

Actual titular.

## Armas
«En azur, un cabrío, de plata, acompañado de tres estrellas del mismo metal, dos arriba y una en punta. Jefe de oro, con una águila de sable.»